# Slatina (okres Litoměřice)
Slatina (soms Slatina pod Hazmburkem om te onderscheiden van andere plaatsen met de naam Slatina) is een gemeente in de Tsjechische regio Ústí nad Labem. Het dorp ligt 3 kilometer ten noorden van de stad Libochovice op 177 meter hoogte, direct aan de voet van de berg Hazmburk.

## Geschiedenis
Slatina werd in 1057 voor het eerst vermeld.
Tijdens de Dertigjarige Oorlog werd het dorp meerdere malen geplunderd. Na de vernietiging in het jaar 1631 bleef het dorp onbewoond. Wenzel Adalbert von Sternberg ging er vanaf 1675 voor zorgen dat Slatina weer bewoond zou worden.
Vanaf 1848 was Slatina een zelfstandige gemeente. In 1882 werd de spoorweg van Lovosice naar Libochovice geopend. Aan de spoorlijn, ten oosten van het dorp, werd het station Slatina gebouwd. Het station lag anderhalve kilometer buiten het dorp.

## Bezienswaardigheden
- De Johannes Nepomucenus-kerk (Kostel svatého Jana Nepomuckého) stamt uit het einde van de 12e eeuw. In 1746 werd de kerk omgebouwd in Barokstijl.

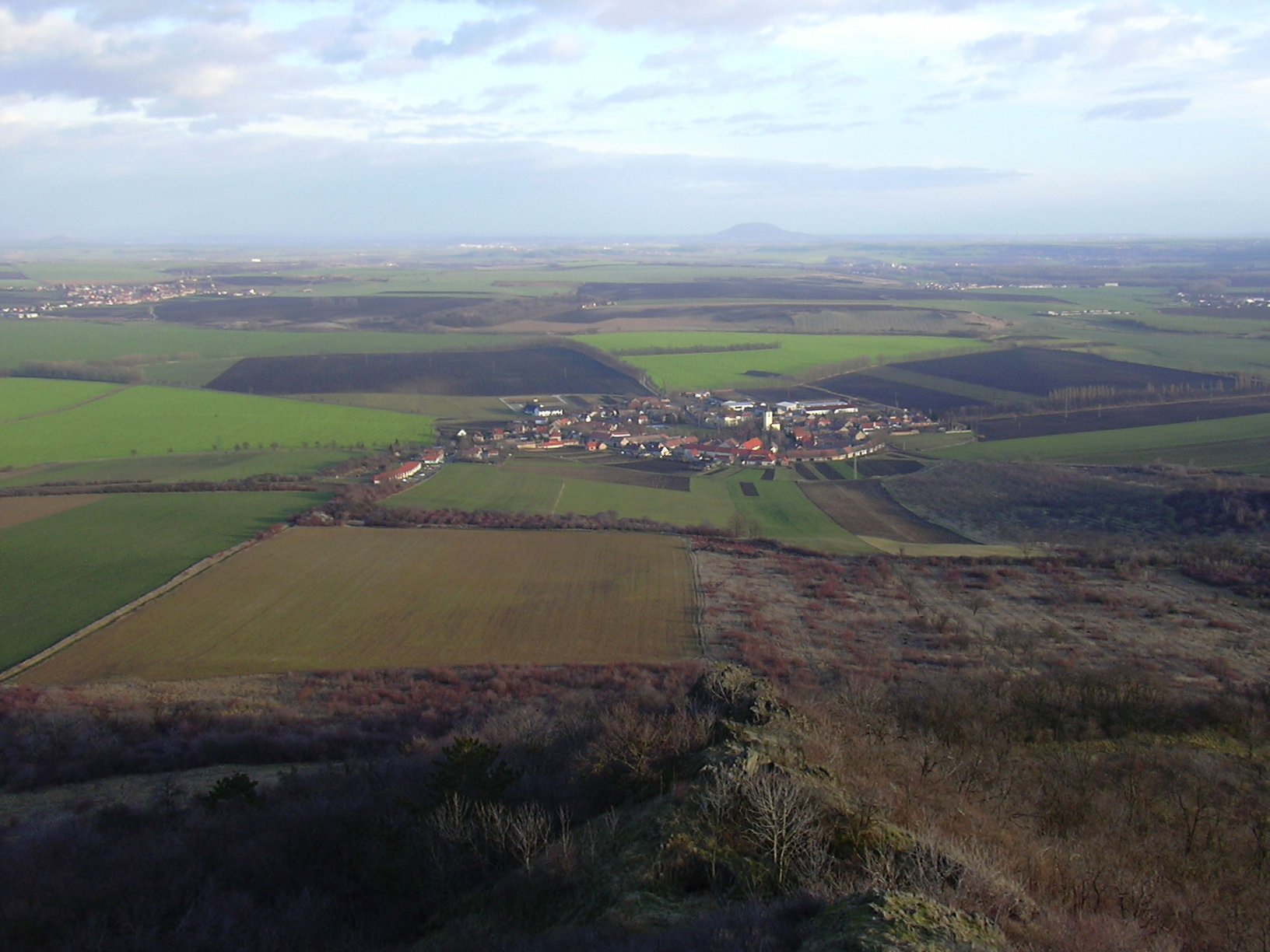
Slatina gezien vanaf het kasteel boven op de berg Hazmburk.

Bechlín ·
Bohušovice nad Ohří ·
Brňany ·
Brozany nad Ohří ·
Brzánky ·
Bříza ·
Budyně nad Ohří ·
Býčkovice ·
Ctiněves ·
Černěves ·
Černiv ·
Černouček ·
Čížkovice ·
Děčany ·
Dlažkovice ·
Dobříň ·
Doksany ·
Dolánky nad Ohří ·
Drahobuz ·
Dušníky ·
Evaň ·
Hlinná ·
Horní Beřkovice ·
Horní Řepčice ·
Hoštka ·
Hrobce ·
Chodouny ·
Chodovlice ·
Chotěšov ·
Chotiměř ·
Chotiněves ·
Chudoslavice ·
Jenčice ·
Kamýk ·
Keblice ·
Klapý ·
Kleneč ·
Kostomlaty pod Řípem ·
Krabčice ·
Křesín ·
Křešice ·
Kyškovice ·
Levín ·
Lhotka nad Labem ·
Liběšice ·
Libkovice pod Řípem ·
Libochovany ·
Libochovice ·
Libotenice ·
Litoměřice ·
Lkáň ·
Lovečkovice ·
Lovosice ·
Lukavec ·
Malé Žernoseky ·
Malíč ·
Martiněves ·
Michalovice ·
Miřejovice ·
Mlékojedy ·
Mnetěš ·
Mšené-lázně ·
Nové Dvory ·
Oleško ·
Píšťany ·
Ploskovice ·
Podsedice ·
Polepy ·
Prackovice nad Labem ·
Přestavlky ·
Račice ·
Račiněves ·
Radovesice ·
Rochov ·
Roudnice nad Labem ·
Sedlec ·
Siřejovice ·
Slatina ·
Snědovice ·
Staňkovice ·
Straškov-Vodochody ·
Sulejovice ·
Štětí ·
Terezín ·
Travčice ·
Trnovany ·
Třebenice ·
Třebívlice ·
Třebušín ·
Úpohlavy ·
Úštěk ·
Vědomice ·
Velemín ·
Velké Žernoseky ·
Vchynice ·
Vlastislav ·
Vražkov ·
Vrbice ·
Vrbičany ·
Vrutice ·
Záluží ·
Žabovřesky nad Ohří ·
Žalhostice ·
Židovice ·
Žitenice